# Ernesto Pérez Balladares
Ernesto Pérez Balladares (* 29. Juni 1946 in Panama-Stadt) ist ein panamaischer Politiker. Er war der 46. Staatspräsident Panamas vom 1. September 1994 bis zum 1. September 1999.

## Leben
Pérez studierte in Pennsylvania Volkswirtschaft. Nach seiner Rückkehr nach Panama ging er in die Politik und gründete die Partei Partido Revolucionario Democratico (P.R.D.). In seiner politischen Karriere hatte er viele Ämter inne, so war er u. a. Minister für Planung und Volkswirtschaft, Präsident der Bankenaufsichtsbehörde, Mitglied der Gesetzgebenden Kommission, Direktionsmitglied des Freihafengebiets und der staatlichen Hafenverwaltung. Als Diplomat war er in Europa, Japan, Libanon, Singapur und Sri Lanka. Bei den Panamakanalverträgen von 1977 und 1982 war er maßgeblich beteiligt.
Die Wahl zum Staatspräsidenten gewann er 1994 knapp vor Mireya Moscoso, die ihn 1999 schließlich ablöste. Balladares löste seinerseits Guillermo Endara Galimany in seinem Amt ab.
| Personendaten    | Personendaten                              |
| ---------------- | ------------------------------------------ |
| NAME             | Pérez Balladares, Ernesto                  |
| KURZBESCHREIBUNG | panamaischer Politiker und Staatspräsident |
| GEBURTSDATUM     | 29. Juni 1946                              |
| GEBURTSORT       | Panama-Stadt, Panama                       |